# Porte de Fer
Ne doit pas être confondu avec Portes de Fer.
La Porte de Fer (en allemand Eisenturm) à Mayence, en Allemagne, est une tour et porte du rempart médiéval. Aujourd'hui[Depuis quand ?], la tour reçoit et sert différentes initiatives d'Arts visuels et associations de place pour des expositions d'artiste.
Le bâtiment fut un octroi puis une prison, à proximité immédiate du marché au fer. Avec la Tour du Bois et la Tour d'Alexandre elle est une des trois tours des remparts de Mayence qui subsistent.
Après l'assassinat de l'archevêque Arnoul de Selenhofen, Frédéric Barberousse ordonne le démantèlement des remparts et tours de la ville.
La “Porte de Fer” est situé dans le centre historique de Mayence.